# Répcevis
Répcevis is een plaats (község) en gemeente in het Hongaarse comitaat Győr-Moson-Sopron. Répcevis telt 328 inwoners (2015).

## Afbeeldingen

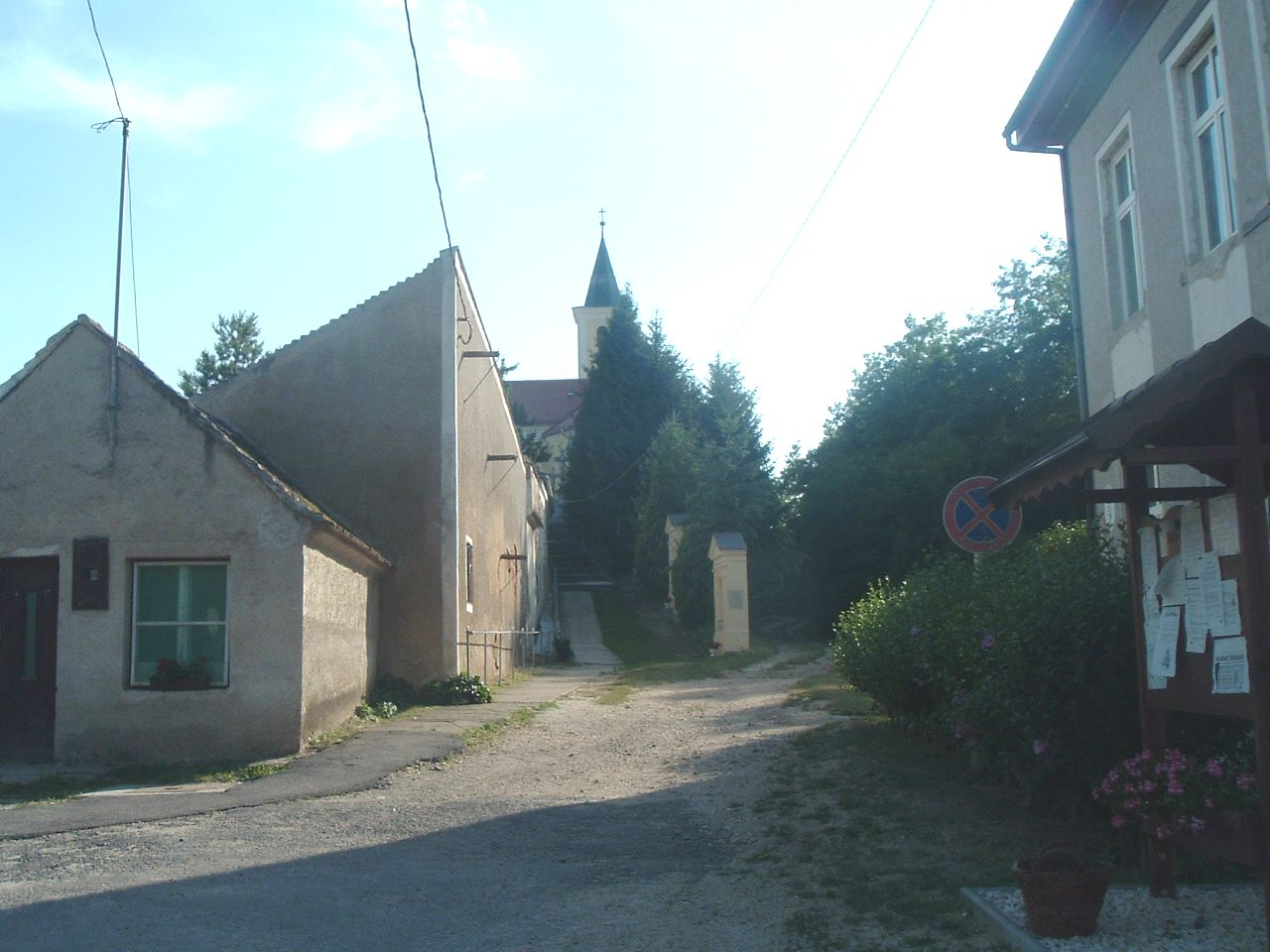
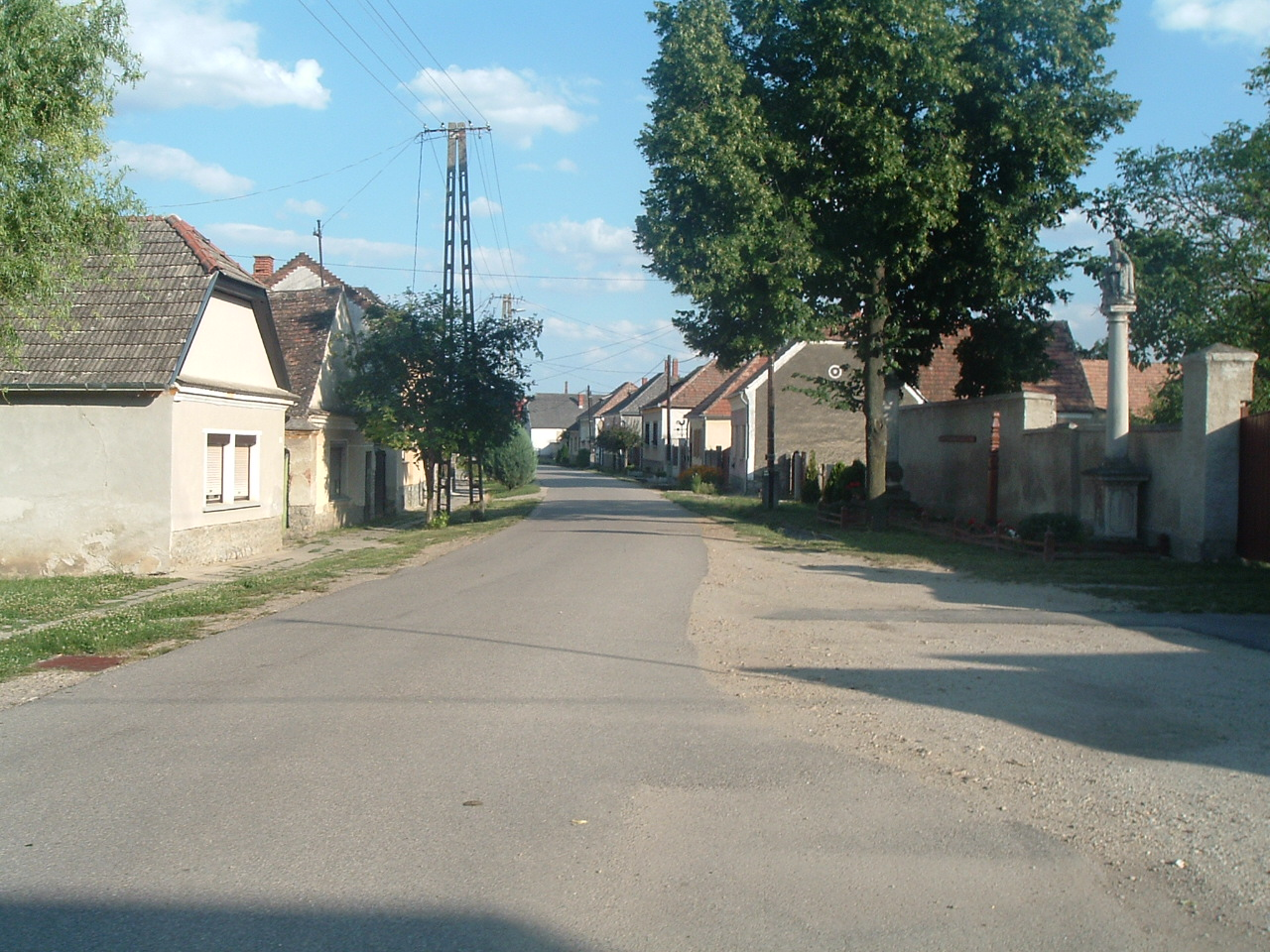
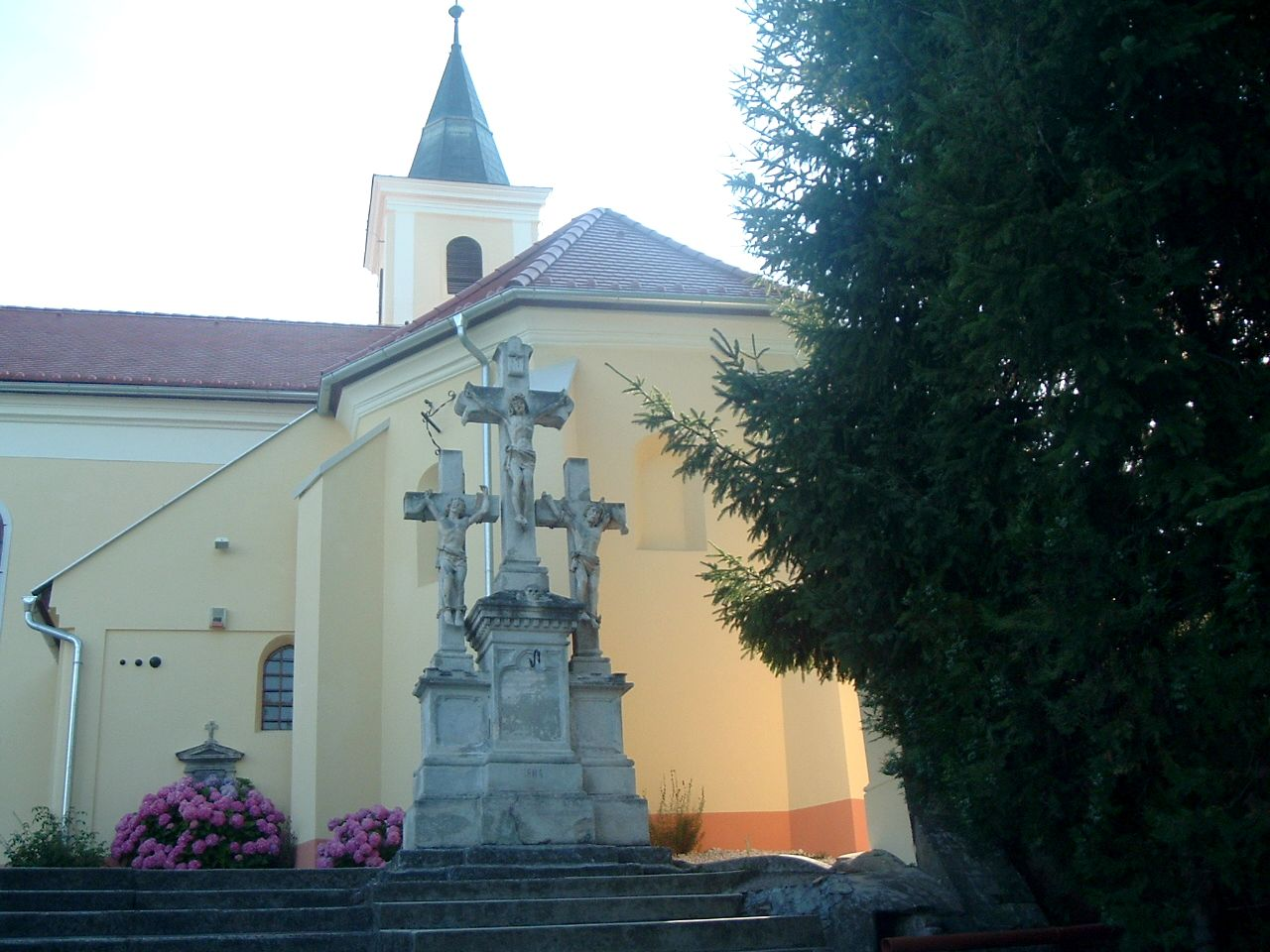